# Poštovní známky a poštovní historie Rakouska

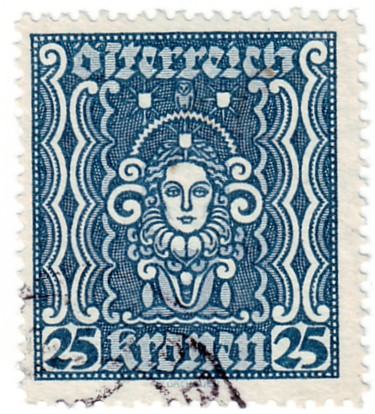
Secesní známka z roku 1922

Tento článek poukazuje na poštovní minulost Rakouska-Uherska a posléze Rakouska.

## Historický kontext
První známky rakouského císařství byly poprvé zveřejněny 1. června 1850: erb s textem KK Post-Stempel. Slovo "Rakousko" se neobjevuje, což je logické, protože vydaná série sloužila v celém rakouském císařství – de facto v celé střední Evropě:
- na severu Česká republika, Slovensko a Polsko
- na východě Ukrajina a Rumunsko
- na jihu v Srbsku, Chorvatsku, Černé Hoře, Slovinsku a v severní Itálii
- v Rakousku a v Uhersku

Jazyky používané v říši byly: němčina, italština, maďarština, čeština, srbochorvatština, polština a francouzština (pošt. zn. Chargé).
Pro lepší pochopení historického kontextu, přejděte na článek Rakousko-Uhersko.

## Říše 1850–1867 a Duální monarchie 1867–1918

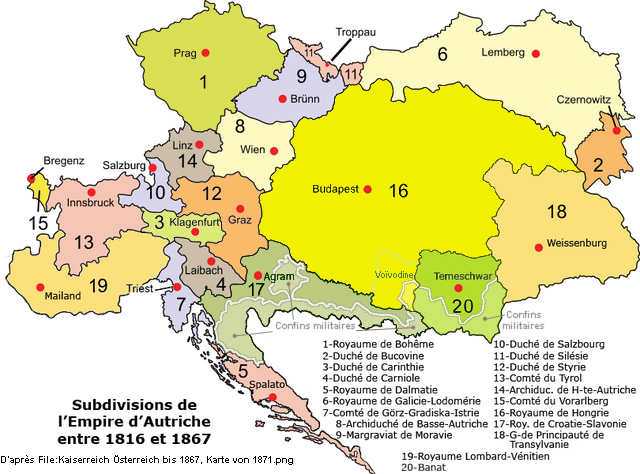
Rakouská říše, mezi lety 1816 a 1867

První emise poštovních známek Rakouského císařství byla série zoubkovaných známek představujících erb. Nejprve byly vytištěny na hrubém ručním papíře, ale po roce 1854 byl místo toho použit hladký strojový papír. Série mezi lety 1858 a 1861 používaly profil císaře Františka Josefa, pak se navrátilo znovu k erbu, v oválném rámu. Série "čtyř klišé" z roku 1850 měla natištěné kříže sv. Ondřeje, za jeden kus se platilo i mnoho zlatých.
Šarlatový Červený Merkur, nebo “rote Merkur”, vydaný 21. března 1856 je nejvzácnější novinovou známkou schválenou 12. září 1850, která znázorňovala hlavy Merkuru, ale žádnou denominaci. Laciná modrá varianta používaná na frankování jednotlivých novin je nejběžnější, ale hodnotnější žluté, růžové, ne šarlatové varianty byly používány na obalech svazků 10 nebo 50 novin a byly často vyřazovány.
Profily Franze Josefa se objevily v roce 1867, jako vedlejší "efekt" vzniku rakousko-uherské monarchie (v tomto bodě Maďarsko začalo vydávat své vlastní známky) a pokračovalo až do roku 1907, s různými změnami, včetně změny měnového systému v roce 1892 – od 60 krejcarů do několika zlatých až 100 haléřů na koruně.
V roce 1899 vznikl nápad s lakovanými proužky, které byly aplikovány diagonálně na papír známky před tiskem. Poznaly se tak, že byly lesklé a nažloutlé a zamýšlelo se tím, že bude zamezeno gumování a opakovanému použití známek. Experiment byl kvůli problémům opuštěn v roce 1908.
V roce 1908 vydalo Rakousko sérii velkých obrazových známek, které navrhl Koloman Moser, aby připomněl 60. rok vlády císaře Františka Josefa, zobrazující předchozí císaře a vládce, Františka Josefa v různých fázích života, a palác Schönbrunn a Hofburg (oba ve Vídni). Návrhy byly znovu použity v roce 1910 k výroční jubilejní sérii, vydané na počest jeho 80. narozenin, data "1830" a "1910" jsou přidány nahoře a dole.
Série z roku 1916 zobrazovala Františka Josefa, rakouskou korunu a erb. Mezi lety 1917 a 1919 se císař Karel I objevil na známkách krátce před vznikem republiky.

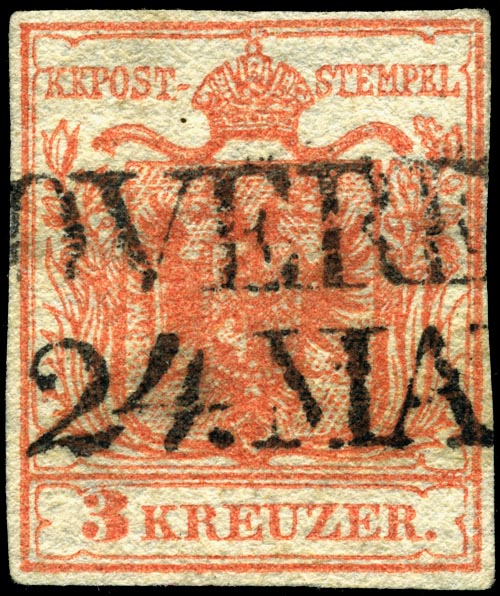
Známka z roku 1850 KKPost, na ručním papíře
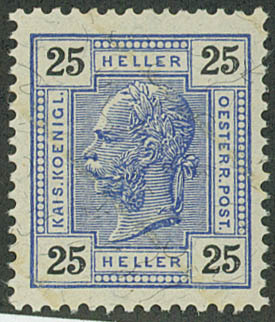
Na této známce z roku 1904 se objevují slabě lakované proužky
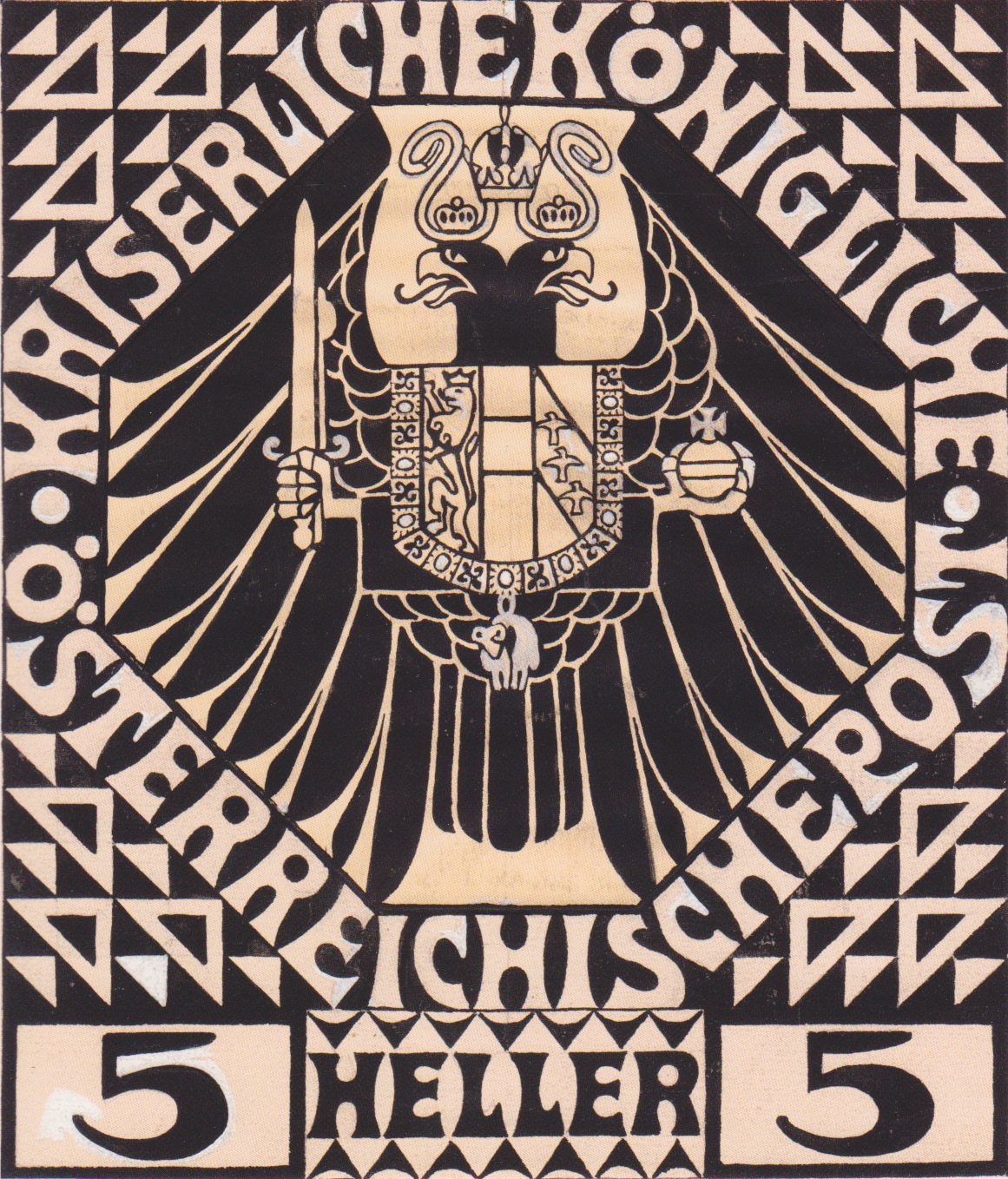
Koloman Moser: Návrh známky (1908)
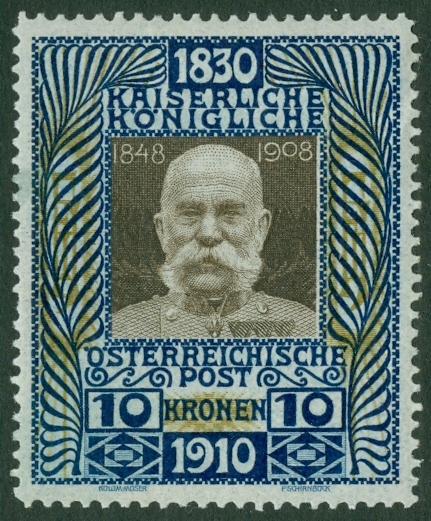
Koloman Moser: Známka 10 K, František Josef I.
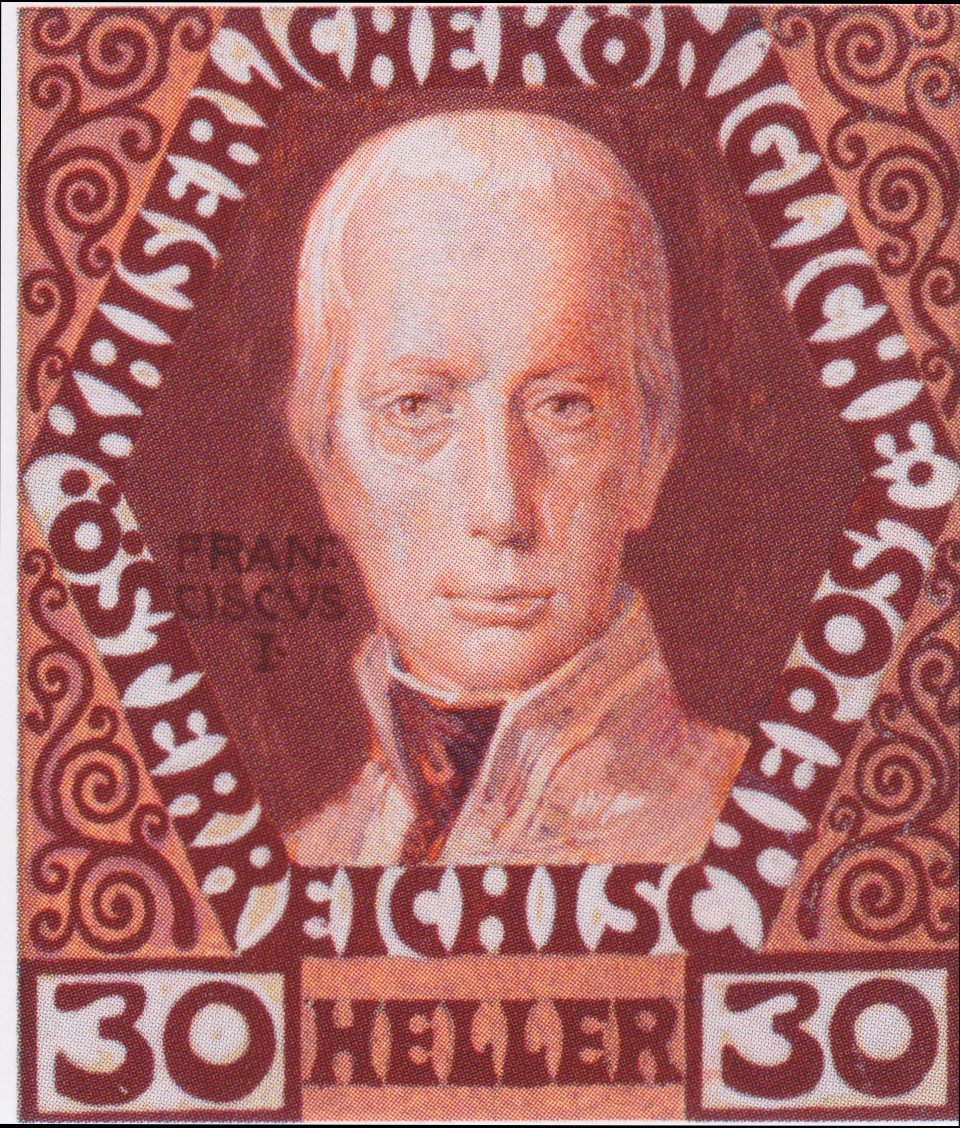
Koloman Moser: Známka s Františkem I. (1908)
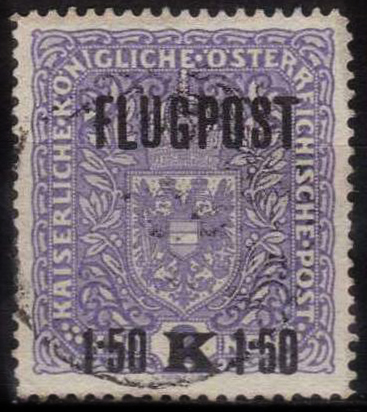
Přetisk „Flugpost“ (Letecká pošta) z roku 1918

### Rakousko-německá poštovní unie
Dne 6. dubna 1850 byla uzavřena smlouva mezi Rakouskem-Uherskem a Pruskem, která vstoupila v platnost od 1. července 1850. Hlavním účelem dohody bylo poskytnout jednotný systém poštovních sazeb. Dne 1. června 1852 se všechny zbývající německé státy připojily k unii. Následně se stala modelem pro vytvoření Univerzální poštovní unie v roce 1874.

## První republika, 1918–1938

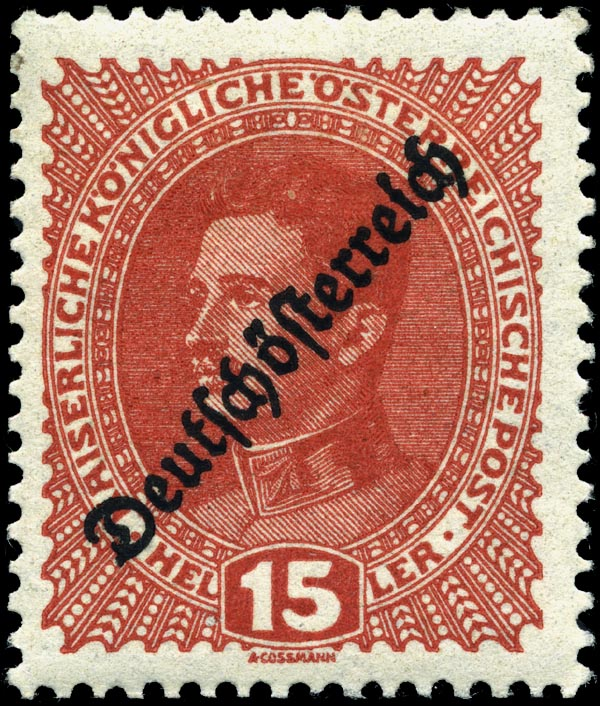
Rakouská známka s Karlem I. s přetiskem Deutschösterreich

První známky nově vzniklé republiky byly přetisky "Deutschösterreich" na známkách říše, vydané v prosinci 1918.
V roce 1919 vydala Rakouská republika známky s novými vzory; poštovní roh, erb, klečící muž představující novou republiku a budova parlamentu, vše provedeno v nejasně secesním stylu a napsáno "DEUTSCHÖSTERREICH" ("ÖSTERREICH" se objevilo v roce 1922).

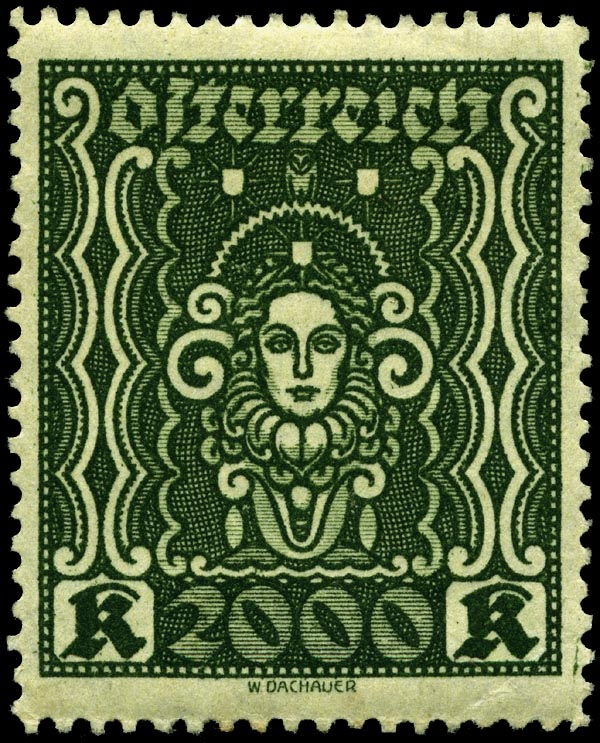
2000ce korunová známka roku 1922 “umění a věda”

Nicméně, Rakousko uvízlo v hyperinflaci časných dvacátých let a bylo nucené tisknout nové známky v postupně se mnohonásobně zvyšujících denominacích, konče u 10.000 korun v roce 1924. Přesto na tom bylo Rakousko stále lépe než sousední Německo, které vydávalo známky hodnot 50 miliard.
V roce 1925 byl představen nový měnový systém, 100 grošů a jeden šilink, který pokračoval v oběhu do nahrazení eurem v roce 2002. Nové známky byly tisknuty také, představujíc číslice (pro nízké hodnoty), pole zkřížené telegrafními dráty, bělokřídlého orla nebo kostel Minoritských bratří. Následná témata zobrazovala scénické pohledy (1929) a kroje různých okresů (1934). Zavražděný kancléř Engelbert Dollfuss byl připomínán v letech 1934 a 1936.

## Anšlus, 1938–1945

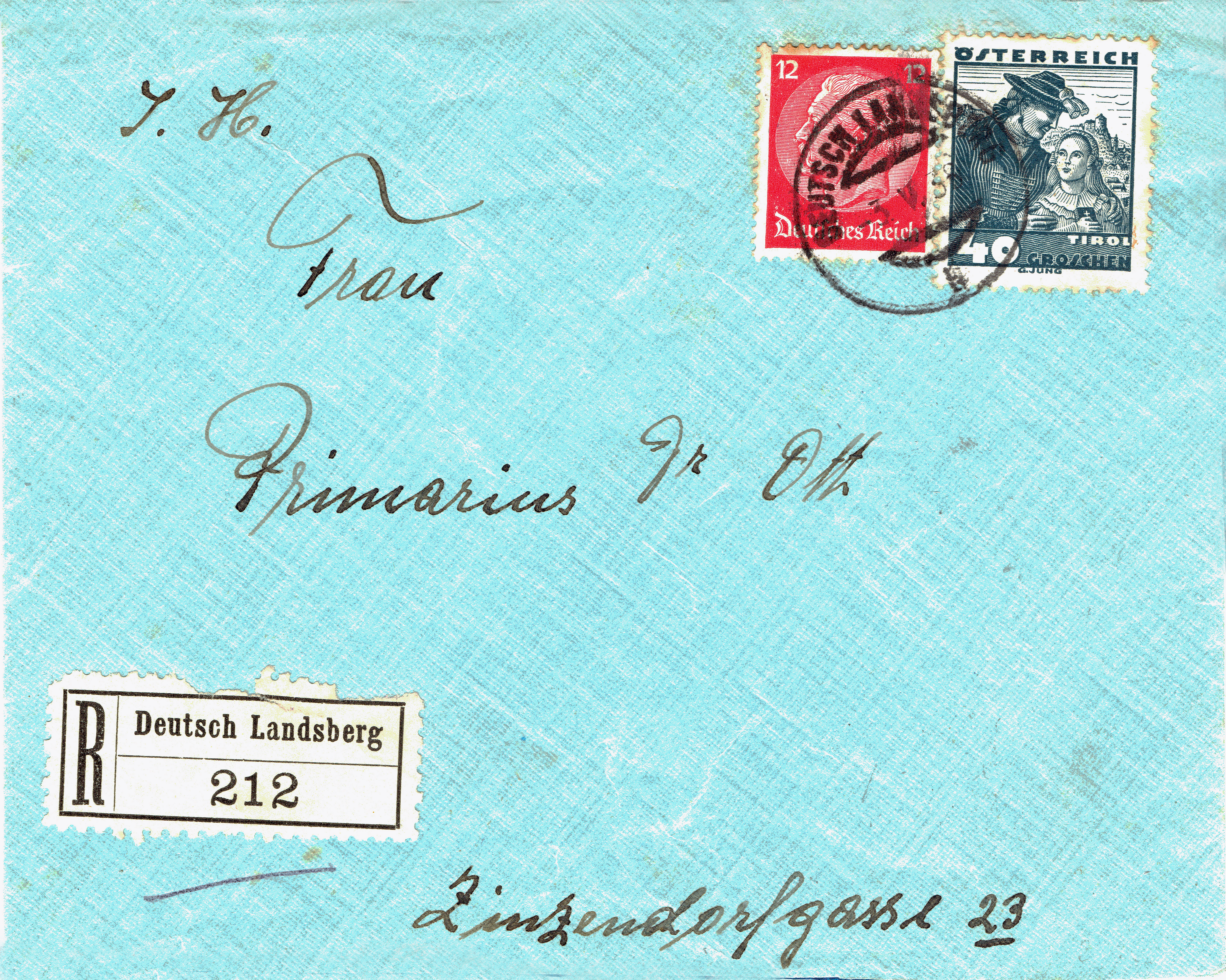
Rok 1938 – dopis poslaný z Deutschlandsbergu do Grazu se smíšeným frankováním

Počátkem roku 1938, nové nacistické vedení skoncovalo s rakouskými známkami. Ačkoli byl vstup německých vojsk v březnu 1938 náhlý, přechod do "nového" poštovního systému trval pouze několik měsíců; zahrnovaje období kdy německé známky byly vyžadovány spolu s rakouskými známkami (smíšené frankování). Po konci přechodného období Rakušané stále používali známky Německa až do konce Třetí říše v květnu 1945.

## Spojenecká okupace, 1945
Stopa druhé světové války zahrnovala mj. i systém výroby poštovních známek, přičemž spojenecké okupační síly situaci řešily různými způsoby; Sověti přetiskly německé známky před vydáváním lokálních známek, zatímco americká / britská / francouzská zóna používala známky tisknuté ve Spojených státech.
V sovětské okupační zóně, počínaje 2. květnem 1945, byly známky Německa přetišťovány. Zpočátku se přetisk skládal pouze z „Österreich“ nebo z „Österreich“ a linky zakrývající nápis „Deutsches Reich“. Hitlerova tvář zůstávala viditelná, a to bylo problém, takže se po 4. červnu od poštovních úředníků očekávalo, že vymaží Hitlerovu tvář ručně. To trvalo až do 21. června, kdy vyšla nová série přetisků se sadou pruhů přes Hitlera. Mezitím byly také upravovány některé další známky Německa – lokálně. Ve Štýrském Hradci byl dne 22. května vydán další soubor přetisků se svislým „Österreich“ pro použití ve Štýrsku.
Nové známky s nápisem "REPUBLIK ÖSTERREICH" byly vydány 3. července Sovětským svazem pro použití ve Vídni a v okolních oblastech, a to stále v německé měně.

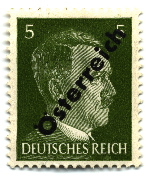
1945 – přetisk Hitlerovy hlavy
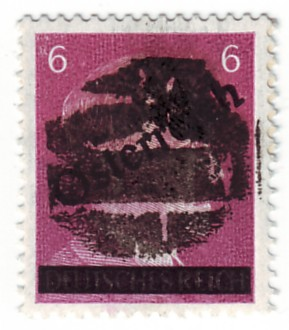
1945 přetisk, ruční tisk
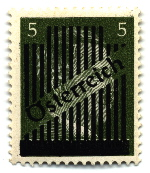
1945 přetisk, vylepšen

Na druhé straně okupovaného Rakouska vydala Spojenecká vojenská vláda sérii známek vyobrazujících poštovní roh, pro použití v oblastech pod spojeneckou okupací (Horní Rakousy, Salcburk, Tyrolsko, Vorarlbersko, Štýrsko a Korutany). Tyto známky byly vytištěny ve Washingtonu, DC, a platné až do roku 1947.
Přes relativně krátkou dobu používání, téměř všechny z původně vydaných sérií jsou dnes běžné a nepříliš drahé ke sběratelství.

## Druhá republika, od roku 1945
Nové série navrhnuty pro Druhou republiku se staly dostupnými 24. listopadu 1945.
Od té doby Rakousko vydalo velké množství známek s různými motivy, z nichž mnohé jsou atraktivně vyryté.

## Série spojené s Rakouskem

### Lombardie-Benátsko

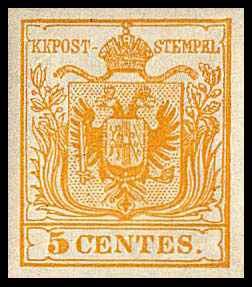
Známka Lombardie-Benátsko, 1850

Lombardie-Benátsko bylo království na severu Itálie, které bylo součástí rakouské říše. Obyvatelé používali italskou liru jako platidlo, takže v roce 1850 vydala vláda známky stejné jako pro zbytek Rakouska, ale v hodnotách od 5 do 45 centesimi. Měnový systém se v roce 1858 změnil na 100 soldi na 1 florin, což si vyžádalo nové vydávání známek, kde vzory byly jinak identické se současnými rakouskými známkami té doby. Lombardie byla připojena k Sardinii v roce 1859 a Benátsko k novému italskému království v roce 1866, tímto rokem se známky s rakouskou stopou přestávají v Itálii používat.
Vlivem velmi raného data a malým územím kde se známky používaly, jsou známky Lombardie-Benátska neobvyklé a velmi vzácné. Ceny známek se v některých případech pohybují až ke 100 000 USD.

### Italská okupace

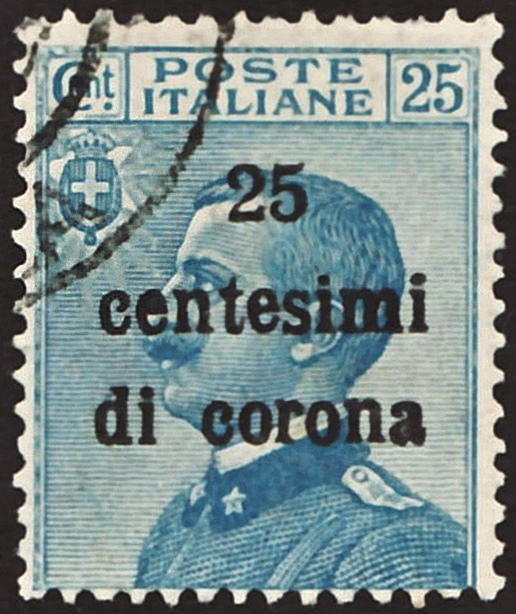
Italská známka přetištěná pro okupovaná rakouská území, 1919

Na konci první světové války Itálie dobyla rakouská území v oblasti dnešní severní Itálie – Tridentsko a Benátsko-Giulii. V roce 1918 vydala Itálie pro tyto oblasti přetišťované známky. Známky prodávané v Terstu byly přetištěny "Regno d'Italia / Venezia Giulia / 3. XI. 18." na rakouských známkách z roku 1916, a pak jen "Venezia / Giulia" na italských známkách, zatímco v Tridentsku byl přetisk "Regno d Italia / Trentino / 3. XI. 1918" na rakouských známkách a pak jen "Venezia / Tridentina" na italských známkách. V lednu 1919 Italové vydali přetištěné známky pro všechna okupovaná území, přetisk sestávající například z "5 / centisimi / di corona". Toto trvalo až do září 1919, kdy Tridentsko bylo trvale přiděleno Itálii, zatímco Terst se stal svobodným městem.

### Rakouské pošty v zahraničí
Během 19. a raného 20. století Rakousko udržovalo pošty v Levantě (Osmanská říše) a v Lichtenštejnsku (Balzers a Vaduz).

### Vojenská pošta
Rakousko-Uhersko vydávalo známky "Feldpost (Ku K. FELDPOST)" v letech 1915 až 1918 pro použití v okupovaných oblastech.

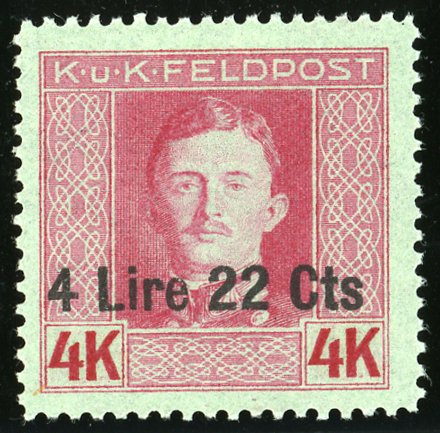
Rakousko-uherská vojenská známka pro použití v okupovaných italských územích, 1918
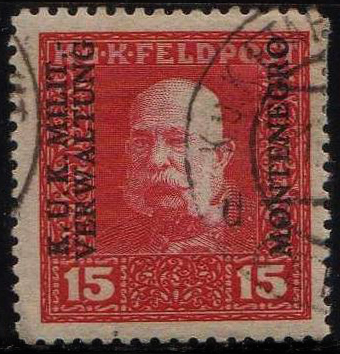
Rakousko-uherská vojenská známka pro použití v Černé Hoře, 1917
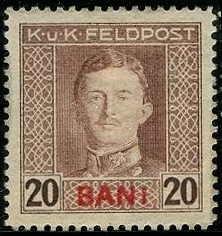
Rakousko-uherská vojenská známka pro použití v okupovaných rumunských územích, 1917
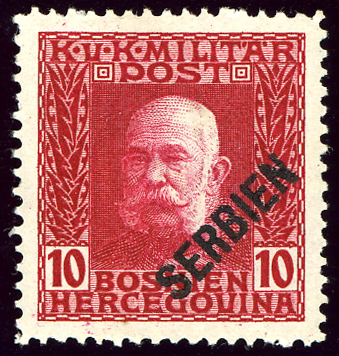
Rakousko-uherská vojenská známka pro použití v Srbsku, 1916

## Poštovní celiny

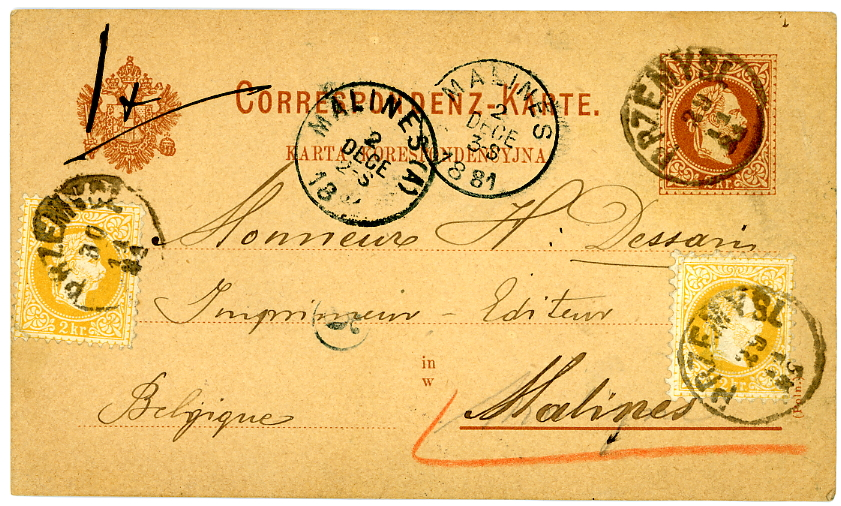
Polská verze poštovní karty poslané z Przemyśle v Galicii v roce 1881

První věci poštovních celin vydávaných Rakouskem byly obálky Briefumschlägen v roce 1861, následované poštovními kartami Korrespondenzkarten v roce 1869 a poštovními obálkami v roce 1872. Koncept Korrespondenzkarty byl vymyšlen v roce 1869 Emanuelem Herrmannem. Byly tištěny v osmi jazycích.
Dopisní karty byly vydány v roce 1886 a aeorogramy v roce 1952.